# Luis Barcala
Luis José Barcala Sierra (San Juan de Alicante, 19 de marzo de 1962) es un abogado y político español del Partido Popular (PP), alcalde de Alicante desde abril de 2018.
Accedió a la alcaldía de Alicante en 2018 tras la dimisión del anterior alcalde socialista Gabriel Echávarri, imputado por prevaricación y el voto negativo en la votación para la elección de una nueva alcaldesa socialista. En las elecciones municipales de 2023 revalidó el cargo tras ganar los comicios con una mayoría simple, al conseguir 14 concejales.

## Biografía
Nacido en San Juan de Alicante el 19 de marzo de 1962, su infancia la vivió en la casa de sus abuelos, la finca San Luis de la calle Colón del municipio sanjuanero. Su padre, Luis Barcala Muñoz, capitán del ejército del aire, falleció en Albacete el 19 de noviembre de 1974 en accidente de aviación a los 38 años de edad, dejando viuda a su mujer Amalia Sierra y huérfanos a sus cuatro hijos: Luis, Carlos, Andrés y Javier. Luis perdía así a su padre cuando contaba con doce años de edad.
En su infancia fue atleta, muy polivalente, pero principalmente destacó como velocista. En 1975 fue campeón provincial infantil de 80 metros y 300 metros, y tercero en lanzamiento de peso, representando al colegio Inmaculada.
Tras estudiar en el colegio de la Inmaculada Jesuitas, prosiguió su formación académica licenciándose en Derecho por la Universidad de Alicante. Posteriormente realizó tres másteres: un postgrado en Comercio Exterior (Universidad de Alicante), otro postgrado en Asesoría Laboral de Empresas (Cerem International Business School), y un tercero en Alta Especialización en Derecho Bancario.
Casado desde 1991 con su novia de toda la vida, Sagrario Martín-Montalvo, psicóloga, criminóloga y abogada. 
Apasionado de las fiestas alicantinas de Hogueras de San Juan, desde 1995 es miembro de la barraca Els Chuanos. En 1998 accedió a la directiva como vicesecretario. En 2001 se convirtió en el presidente de la barraca.

## Trayectoria política
En 2005 accedió a la ejecutiva del Partido Popular de Alicante como secretario de Estudios y Programas.
En septiembre de 2011 se convirtió en concejal del Partido Popular en el Ayuntamiento de Alicante tras la renuncia de José Joaquín Ripoll, que abandonó el acta por incompatibilidad con el puesto de presidente de la Autoridad Portuaria de Alicante. En diciembre de 2013 pasó a formar parte de la Junta de Gobierno Local como concejal delegado de Sanidad, Consumo y Medioambiente con Sonia Castedo como alcaldesa. Cesó en su cargo en junio de 2015, tras el pacto de gobierno entre el PSOE, Guanyar Alacant y Compromís, que desalojó al PP del gobierno municipal.
Se convirtió en alcalde el 19 de abril de 2018, tras el voto negativo en la votación para la elección de nueva alcaldesa, la socialista Eva Montesinos. Dicha votación tuvo lugar a causa de la imputación por prevaricación del anterior alcalde socialista Gabriel Echávarri. Votaron en su contra los concejales del PP y de Ciudadanos, y hubo un voto en blanco de una concejala tránsfuga de Guanyar Alacant. Esto hizo que la candidata socialista no obtuviera la mayoría, y Barcala obtuviese la alcaldía al encabezar la lista más votada en las elecciones de 2015.
En las elecciones municipales de 2019, el Partido Popular (nueve escaños) ganó las elecciones con casi dos mil votos más que el PSPV (nueve escaños), Ciudadanos (cinco), Unidas Podemos (dos), Compromis (dos), Vox (dos). Al no conseguir mayoría absoluta ningún partido, Barcala revalidó su cargo como alcalde de la corporación alicantina al contar con el único apoyo de Ciudadanos.
En las elecciones municipales de 2023, ganó consiguiendo 14 escaños, lo que le pernitió gobernar en solitario sin la necesidad de un apoyo directo de Vox (4 escaños), PSPV(8 escaños), Unidas Podemos-Esquerra Unida (1 escaño) o Compromís (2 escaños). Actualmente continúa en el cargo.